# Dirk al VI-lea de Olanda
Dirk al VI-lea (n. cca. 1114 – 5 august 1157) a fost conte de Olanda de la 1121 până la moarte, pentru început, în cadrul minoratului, sub regența mamei sale, Petronilla.

## Familia
Dirk a fost fiul contelui Floris al II-lea de Olanda. După moartea sa, el a fost succedat de fiul său mai mare, Floris al III-lea. Dirk a fost căsătorit cu Sofia de Salm, contesă de Rheineck și de Bentheim. Comitatul de Bentheim va fi moștenit de cel de al doilea fiu al lui Dirk, Otto.

## Regența Petronillei
Când tatăl său a murit în 1122, Dirk avea vârsta de numai șapte ani, iar mama sa Gertruda (devenită, prin schimarea numelui, Petronilla) a guvernat comitatul din poziția de regentă. În 1123, ea a sprijinit revolta fratelui ei vitreg, Lothar de Süpplingenburg, ducele de Saxonia împotriva împăratului Henric al V-lea. După ce Lothar a fost la rândul său ales ca rege al Germaniei în 1125, el a restituit Leiden și Rijnland comitatului de Olanda, care fuseseră în 1064 acordate episcopului de Utrecht (ulterior, în timpul domniei lui Dirk, fortificațiile de lemn ale Leidenului vor fi înlocuite printr-un castel de piatră). Dat fiind că Petronilla nu constata vreo abilitate sau ambiție deosebită din partea lui Dirk pe măsură ce acesta creștea, ea și-a continuat regența asupra acestuia, până când fiul ei favorit, Floris să devină în stare să preia conducerea comitatului.

## Floriscel Negru
Acest Floris, numit "cel Negru" (în limba neerlandeză: de Zwarte) poseda acele calități care păreau să îi lipsească fratelui său Dirk. Floris s-a răsculat pe față împotriva lui Dirk și a fost între 1129 și 1131 recunoscut drept conte de Olanda de către, printre alții, regele Lothar și de Andreas de Kuyk, episcopul de Utrecht. După martie 1131, Dirk apărea din nou drept conte de Olanda alături de Floris, părându-se că cei doi frați au ajuns la o înțelegere. Totuși, doar cîteva luni mai târziu, în august 1131 Floris a acceptat o ofertă din partea frizonilor occidentali de a deveni stăpânul întregului lor teritoriu, fapt care a condus la reizbucnirea conflictului cu Dirk al VI-lea. Imediat după aceea, cei din Kennemerland s-au alăturat și ei revoltei. Un an mai târziu, în august 1132, regele Lothar a intervenit și a reușit să îi reconcilieze pe cei doi frați. Acest lucru nu a condus la pacificarea frizonilor, care și-au continuat revolta, care a fost totuși suprimată în cele din urmă. În același an, în 26 octombrie, Floris a fost prins într-o ambuscadă în apropiere de Utrecht, fiind ucis de către Herman și Godfried de Kuyk, fapt care l-a lăsat pe Dirk singur conducător al Olandei. Regele Lothair a pedepsit pe răufăcători, devastând castelul lui Herman și Godfried, care au fost alungați. Floris a fost înmormântat în abația de Rijnsburg.

## Chestiunea imperială
Contele Dirk al VI-lea sprijinise pe ruda sa, Lothar de Saxonia împotriva lui Henric al V-lea și cu ajutorul acestuia părți din Olanda au fost recuperate de la Episcopatul Utrecht în 1064. Mai mult decât atât, cu ajutorul lui Conrad al III-lea al Germaniei și susținerea conților de Cleves și a Geldern, ca și a cumnatului său Otto al II-lea, conte de Rheineck, Dirk a reușit să își impună propriul candidat (Herman de Horne) ca episcop de Utrecht.

## Chestiuni ecleziastice și pelerinaj
Dirk și mama sa au acordat sprijin abațiilor de Egmond și Rijnsburg, care au înflorit în această perioadă. Mănăstirea de călugărițe de la Rijnsburg a fost întemeiată de către Petronilla în 1133. Două dintre nepoatele Petronillei, Sofia și Hedwiga se vor alătura vieții mănăstirești de aici, una dintre ele devenind abatesă.
Dirk și soția sa Sofia au efectuat un pelerinaj în Țara Sfântă în 1138, chiar în timpul acestui pelerinaj fiind născut primul lor fiu, Dirk, numit din acest motiv Peregrinus, însă acesta a murit la vârsta de numai 12 ani. Pe drumul de întoarcere, în 1139, Dirk l-a vizitat pe papa Inocențiu al II-lea, căruia i-a solicitat ca abațiile de Egmond și Rijnsburg să fie trecute sub directa autoritate papală, cerere care i-a fost împlinită. În acest fel, Dirk a eliminat influența episcopului de Utrecht asupra acelor abații. Mama lui Dirk, Petronilla, a murit în 1144 și a fost înmormântată la Rijnsburg.
În 1155, frizonii s-au revoltat din nou și a jefuit regiunea Santpoort din apropiere de Haarlem, însă au fost respinși de către cavalerii din Haarlem și Osdorp.
În 1156, contele Dirk al VI-lea a rezolvat conflictul latent dintre abațiile de Egmond și Echternach, care semanifesta încă de la întemeierea Egmondului din 923 de către contele Dirk I. La momentul întemeierii, contele conferise abației de Egmond drepturile asupra tuturor bisericilor din regiune, care anterior aparținuseră de Echternach. Încercări repetare au fost întreprinse pentru recâștigarea drepturilor anterioare, inițial cu rezultate nesemnificative, însă în 1063 episcopul Willem I de Utrecht, a decis să separe drepturile între cele doupă abații. Această divizare a fost totuși inacceptabilă de către Egmond, iar abații săi insistau pe lângă conții pentru obținerea de compensații. În cele din urmă, în 1156, Dirk al VI-lea a tranșat chestiunea, acordând drepturile asupra bisericilor din nou către Egmond, compensând Echternach prin drepturile asupra bisericii din Vlaardingen și pămînturi pe insula Schouwen. Deși abatele de Egmond a fost de față la încheierea acordului, se pare că el ar fi participat fiind sub presiune, dat fiind că imediat după aceea el a excomunicat atât pe contele Dirk cât și pe fiul său, Floris. Acesta ar putea fi motivul pentru care Dirk, spre deosebire de antecesorii săi, nu a fost înmormântat la Egmond, ci la Rijnsburg.

## Urmași
Contele Dirk al VI-lea s-a căsătorit cu Sofia de Salm, contesă de Bentheim, cândva înainte de 1137. Aceasta era una dintre fiicele lui Otto I de Salm, conte de Rheineck și de Bentheim, la rândul său fiu al lui Herman de Salm, devenit la un moment dat anti-rege al Germaniei. Dirk și Sofia au avut cel puțin nouă copii:
1. Dirk, cunoscut ca Peregrinus (n. 1138/1139 – d. 1151).
2. Floris (n. cca. 1140 – d. 1 august 1190), succesor la conducerea comitatului.
3. Otto (n. 1140/1145 – d. 1208 sau ulterior), a moștenit comitatul mamei sale, devenind conte de Bentheim.
4. Balduin (n. cca. 1149 – d. 30 aprilie 1196), inițial preot de Sfânta Maria din Utrecht; apoi, episcop de Utrecht de la 1178.
5. Dirk (n. cca. 1152 – d. 28 august 1197, Pavia), de asemenea episcop de Utrecht, din 1197).
6. Sofia, devenită din 1186 abatesă la Rijnsburg, întemeiată de bunica sa.
7. Hedwiga (d. 28 august 1167), călugăriță la Rijnsburg.
8. Gertruda (d. din copilărie).
9. Petronilla.

De asemenea, a existat presupunerea că Dirk ar fi avut și un fiu nelegitim, al cărui nume ar fi fost Robert.